# Браччано (озеро)
Браччано (также, Лаго-ди-Браччано, итал. Lago di Bracciano) — озеро у городка Ангвиллара-Сабация, что в 32 км к северо-западу от Рима, крупнейшее после Больсены в итальянском регионе Лацио. При площади в 56,76 км² занимает 8-е место среди озёр Италии. Глубина до 160 м. Круглая форма водоёма характерна для кратерных озёр.
Высота над уровнем моря — 164 метра
В античности озеро называлось Сабатинским (лат. Lacus Sabatinus). На его западном берегу находился город Форум Клодия, один из опорных пунктов Клодиевой дороги. 
Ныне на побережье озера стоят средневековые замки — в Браччано (княжеская резиденция одной из ветвей дома Орсини) и в местечке Ангуилара Сабация. Озеро соединено с Ватиканом древним акведуком Траяна.
В 1989 году на дне озера было обнаружено затопленное поселение периода раннего неолита Ла-Мармотта, центр древнего ткачества.